# Clerihew
Clerihew – rodzaj humorystycznego czterowiersza o tematyce biograficznej, którego twórcą  był angielski pisarz Edmund Clerihew Bentley. Charakterystyczną cechą clerihew stanowi celowa niezdarność rytmu oraz zaskakująca pointa typu uczniowskiego.